# 한대앞역
한대앞역(漢大앞驛, Hanyang Univ. at Ansan station) 은 대한민국 경기도 안산시 상록구 이동에 있는 수도권 전철 4호선과 수도권 전철 수인·분당선의 환승역이다. 안산선과 수인선이 합류 및 분기하는 역이다. 안산선에는 수도권 전철 4호선이 운행하고 있고, 수인선은 영업이 중단되었다가 표준궤로 개궤하여 2020년 9월 12일에 다시 개통해서 수도권 전철 수인분당선이 운행하고 있다.
개통 당시 역명은 일리역이었으나 인근에 한양대학교 ERICA캠퍼스가 있어서 1988년 10월 25일에 안산선 개통과 함께 현재의 역명으로 변경되었다. 현재 한대앞역 4번 출구에 한양대학교 셔틀버스 승차장이 있으며, 10분 간격으로 운행된다. 오이도 방면 승강장의 금정 방면 맨 끝에는 수인선 협궤 열차 운행 당시의 흔적이 남아 있었으나 전철 선로를 설치하면서 사라졌다. 협궤 선로종단점은 인천광역시에서 소장하고 있다.

## 영문 역명
개통 당시 영문 역명은 "Handaeap"이었으며 2001년에 "Hanyang Univ. at Ansan"으로 변경되었다. 또한 해당 학교의 공식 영문 명칭은 2009년부터 "Hanyang University ERICA"로 변경되었다.

## 역사
- 1937년 8월 5일: 수인선 개통과 함께 일리역(一里驛)으로 영업 개시 (정차장 등급)[1]
- 1988년 10월 25일: 안산선 개통과 함께 한대앞역으로 역명 변경[2], 영업거리표 개정 (수원기점 20.0km→20.2km)[3]
- 1993년 1월 15일: 과천선과 직결 운행 개시
- 1994년 4월 1일: 서울 지하철 4호선과 직결 운행 개시
- 1994년 9월 1일: 수인선 송도 ~ 한대앞 구간의 폐지로 시종착역이 됨[4]
- 1996년 1월 1일: 수인선 영업 중지[5]
- 2015년 9월 4일: 수인선 한대앞역 철도거리표에서 삭제[6]
- 2020년 2월 2일: 수원 ~ 한대앞 구간 종합시험운행[7]
- 2020년 5월 29일: 철도거리표 사용개시에 따른 거리 수정.[8]
- 2020년 9월 12일: 수도권 전철 수인·분당선 개통과 함께 환승역이 됨

## 사건/사고
2017년 9월 10일 한대앞역에 근무하던 60대 청소노동자가 열차에 치여 숨지는 사고가 발생했다. 당시 한대앞역에는 스크린도어가 설치되어 있지 않았다.

## 역 구조
원래는 2면 2선의 상대식 승강장이었으나 2020년 9월 12일에 수인분당선이 개통되면서 2면 6선의 쌍섬식 승강장으로 확장되었다. 출구는 2개가 있다. 4개의 승강장 모두 스크린도어가 설치되어 있다.

### 배선도
모든 승강장에 스크린도어가 설치되었으며 승강장 번호는 4호선과 수인·분당선이 따로 표기한다.
| ↑ 상록수(4호선) / ↑ 사리(수인·분당선) |
| \| １２ \| ３４ \|                    |
| 중앙(4호선, 수인·분당선) ↓            |

| 1 | ● 수도권 전철 수인·분당선 | 사리 · 수원 · 왕십리 방면   |
| 2 | ● 수도권 전철 4호선       | 상록수 · 명동 · 불암산 방면 |
| 3 | ● 수도권 전철 4호선       | 중앙 · 안산 · 오이도 방면   |
| 4 | ● 수도권 전철 수인·분당선 | 정왕 · 인천논현 · 인천 방면 |

## 역 주변
- 한양대학교 ERICA캠퍼스
- 한대앞역 로데오거리
- 상록구청
- 안산상록경찰서
- 안산농수산물도매시장
- 상록보건소

## 승차량 변동
| 역 노선 | 승차 인원 | 승차 인원 | 승차 인원 | 승차 인원 | 승차 인원 | 승차 인원 | 승차 인원 | 승차 인원 | 승차 인원 | 승차 인원 | 승차 인원 | 승차 인원 | 승차 인원 | 승차 인원 | 승차 인원 | 승차 인원 | 승차 인원 | 승차 인원 | 승차 인원 | 승차 인원 | 승차 인원 | 승차 인원 | 승차 인원 | 주 석  |
| 역 노선 | 2000년    | 2001년    | 2002년    | 2003년    | 2004년    | 2005년    | 2006년    | 2007년    | 2008년    | 2009년    | 2010년    | 2011년    | 2012년    | 2013년    | 2014년    | 2015년    | 2016년    | 2017년    | 2018년    | 2019년    | 2020년    | 2021년    | 2022년    | 주 석  |
| ------- | --------- | --------- | --------- | --------- | --------- | --------- | --------- | --------- | --------- | --------- | --------- | --------- | --------- | --------- | --------- | --------- | --------- | --------- | --------- | --------- | --------- | --------- | --------- | ------ |
| 4호선   | 4186      | 8133      | 10560     | 11308     | 8890      | 8599      | 8405      | 8507      | 8835      | 8616      | 8878      | 9664      | 9936      | 10229     | 10495     | 9999      | 9775      | 9522      | 9128      | 8986      | 6429      | 7484      | 8815      | [ 11 ] |

## 인접한 역
| 안산선                 | 안산선                         | 안산선               |
| ---------------------- | ------------------------------ | -------------------- |
| 449 상록수 불암산 방면 | ● 수도권 전철 4호선 완행       | 451 중앙 오이도 방면 |
| 수인선                 |                                |                      |
| K250 사리 청량리 방면  | ● 수도권 전철 수인·분당선 완행 | K252 중앙 인천 방면  |

## 사진

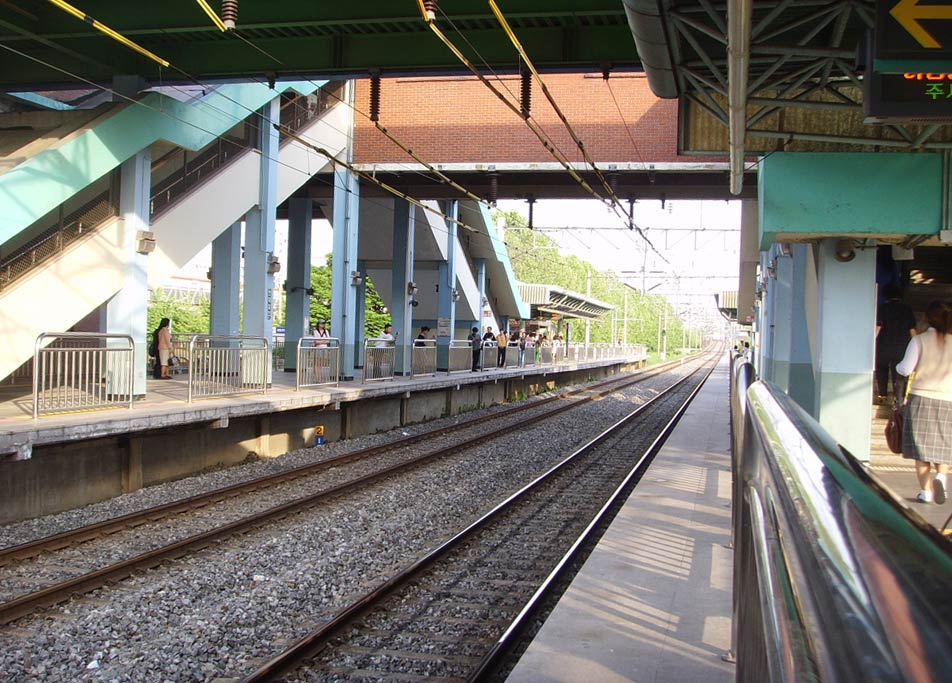
승강장 (스크린도어 설치 전)
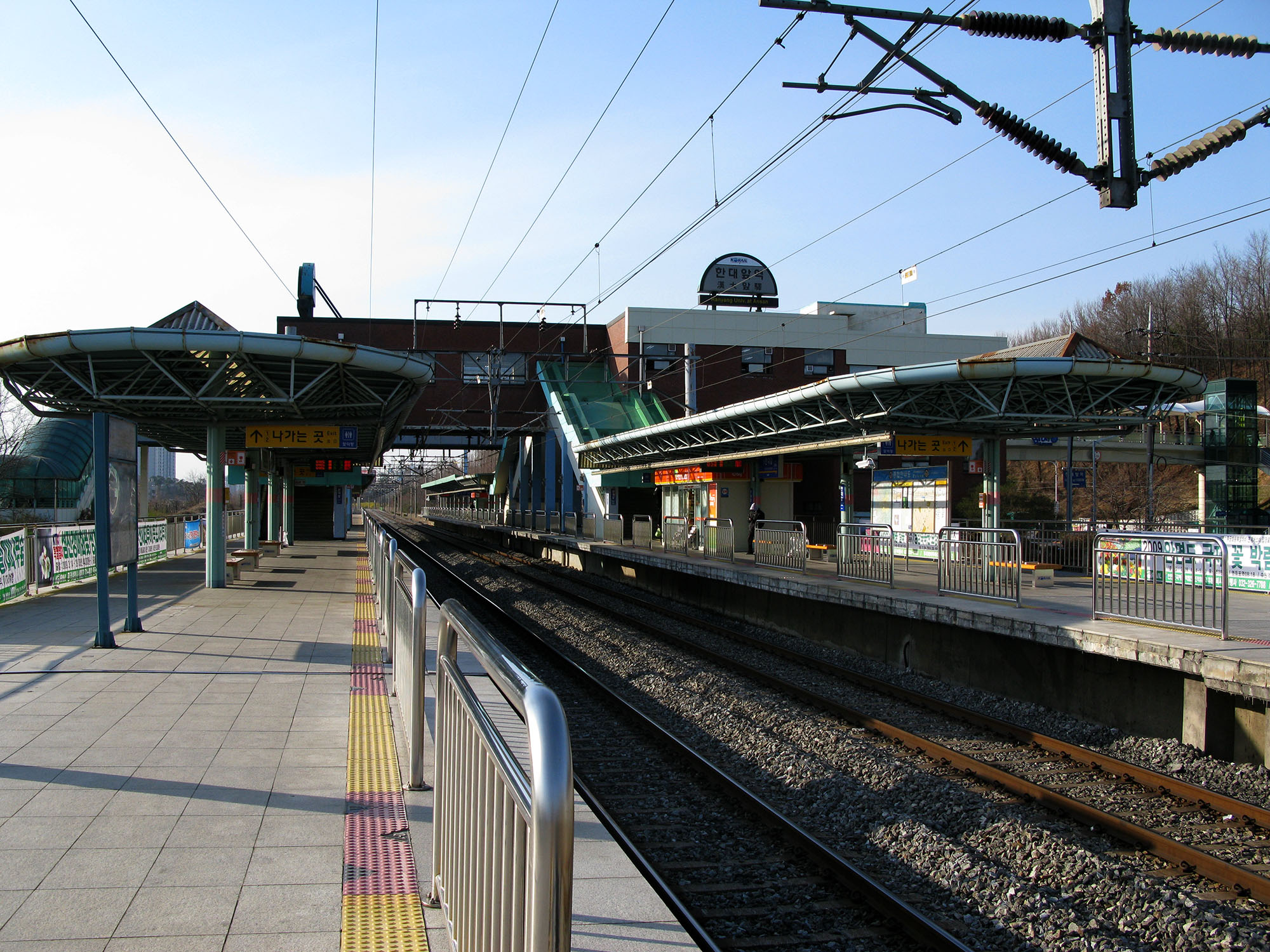
승강장 (스크린도어 설치 전, 수인·분당선 승강장 공사 전)
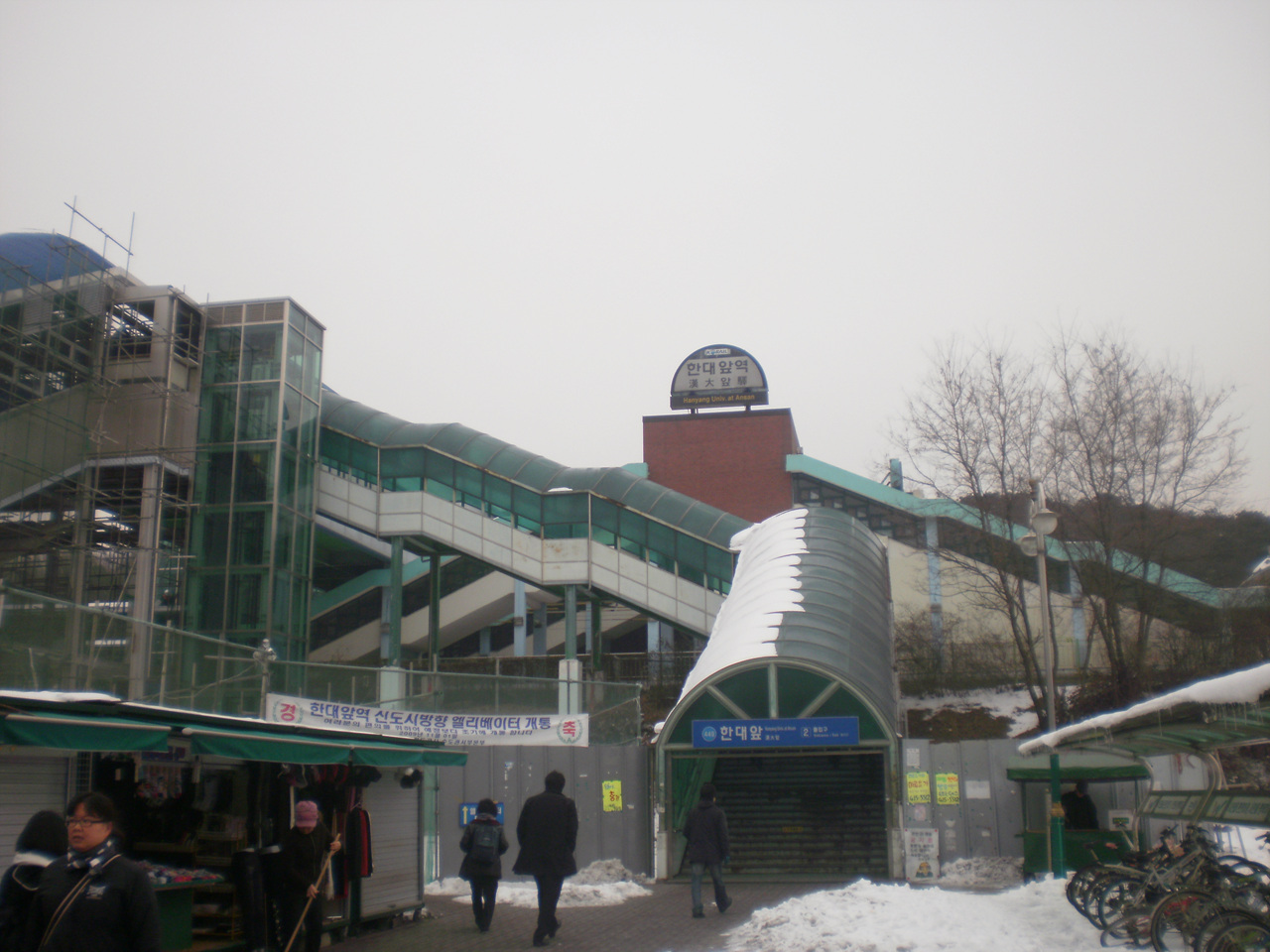
한대앞역 외관(2010년)
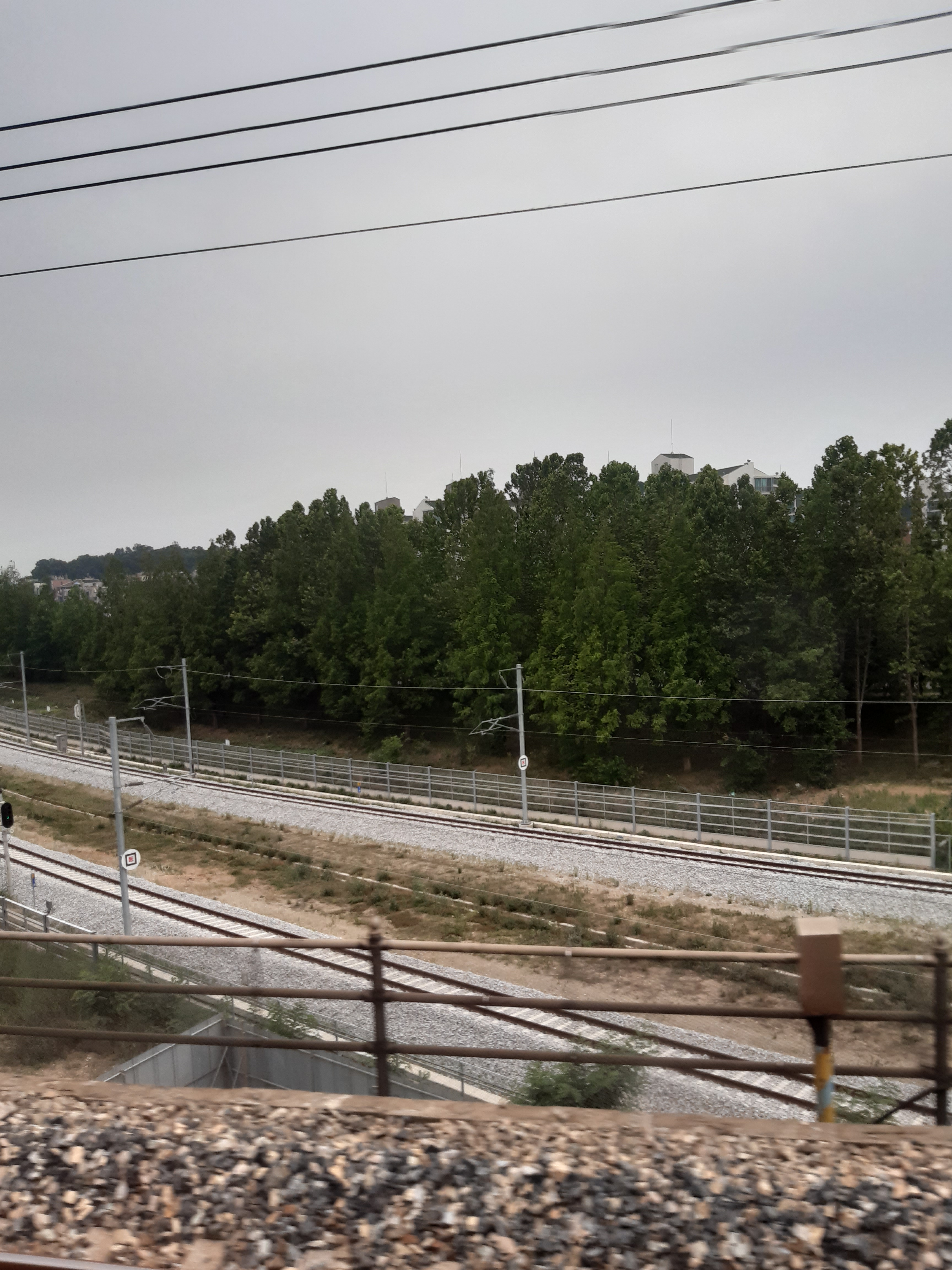
한대앞역 분기점
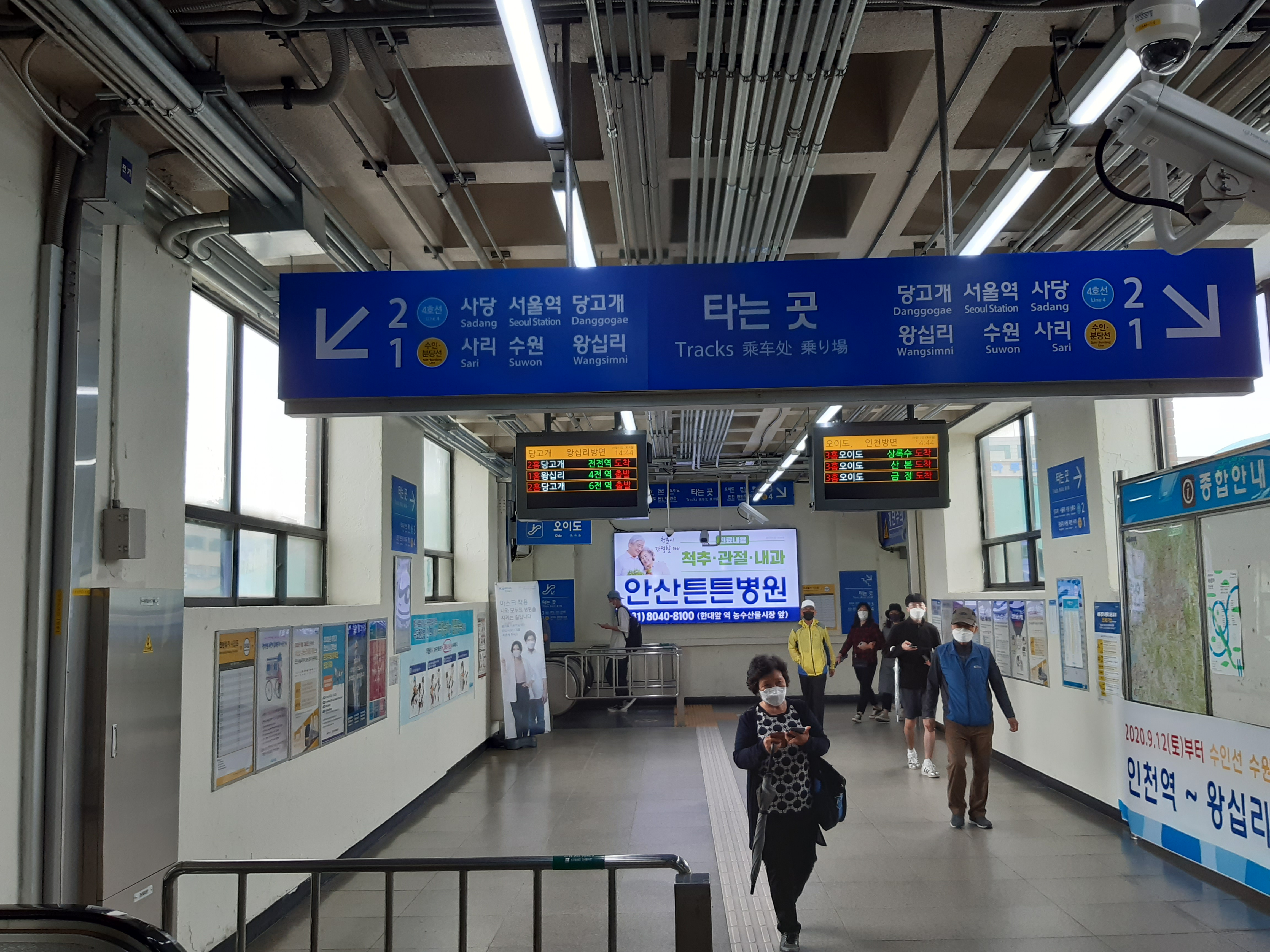
한대앞역 대합실 부근
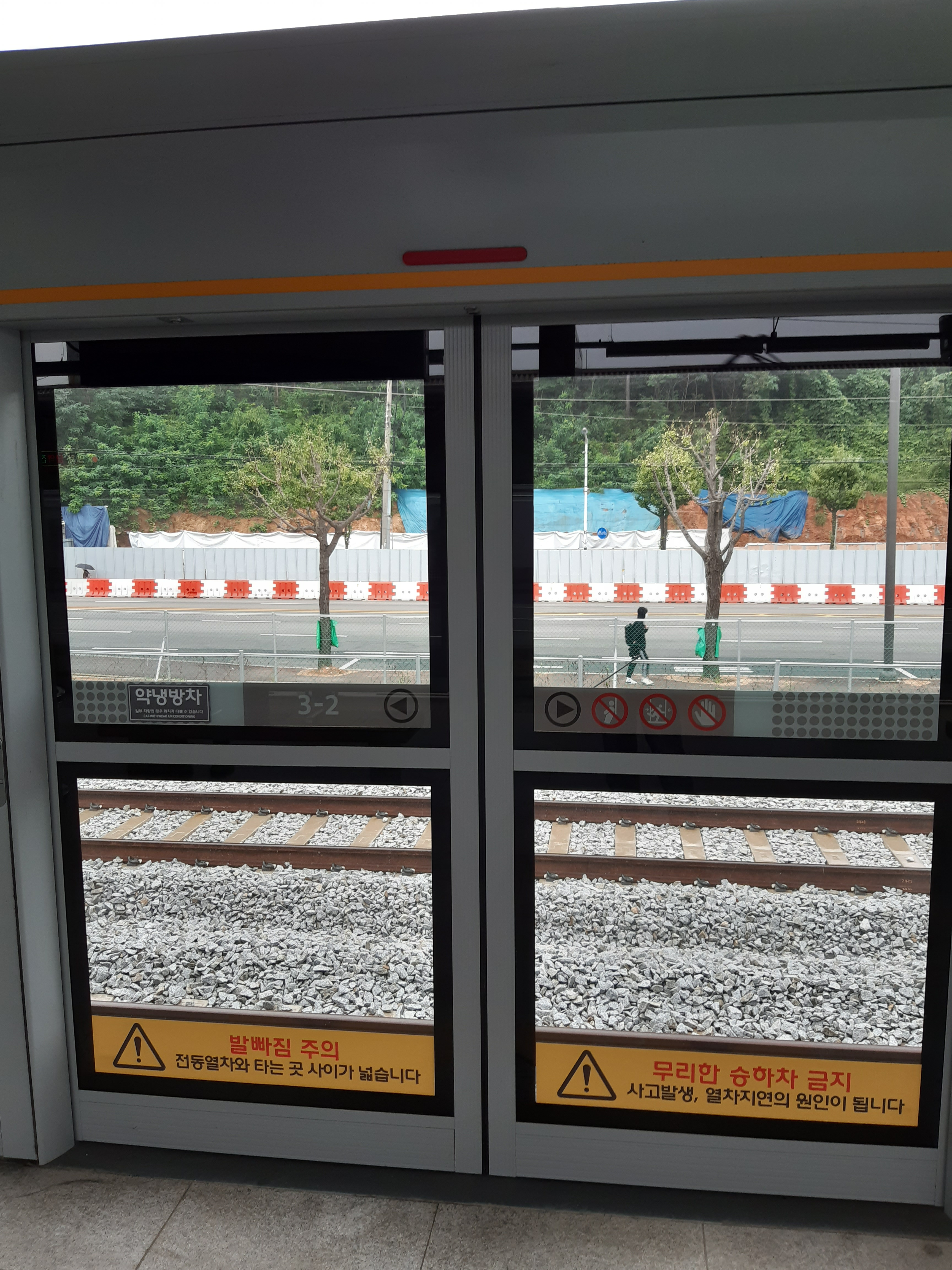
수인·분당선 스크린도어
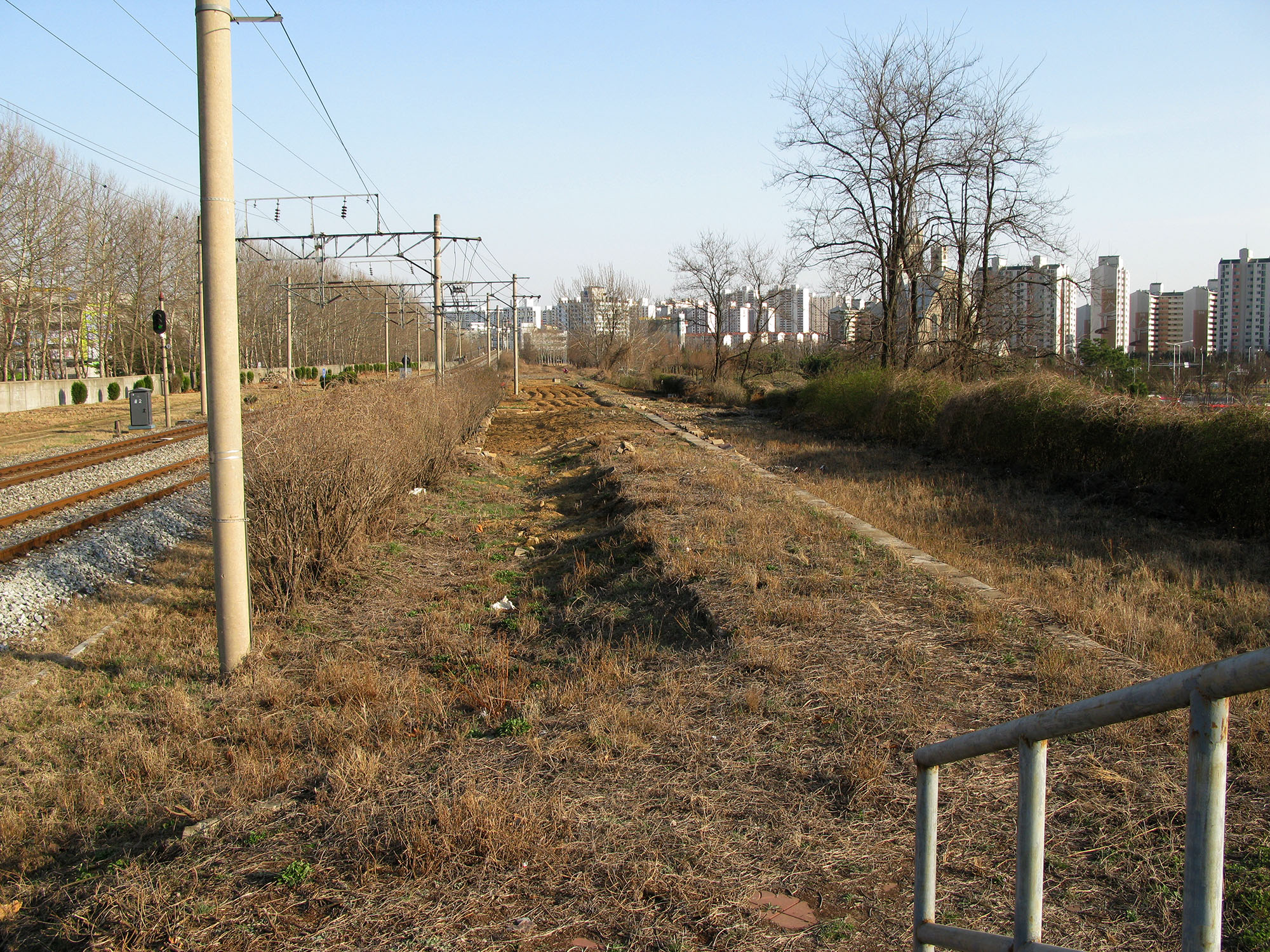
구 수인선 승강장 흔적(전철선로 완공 전)
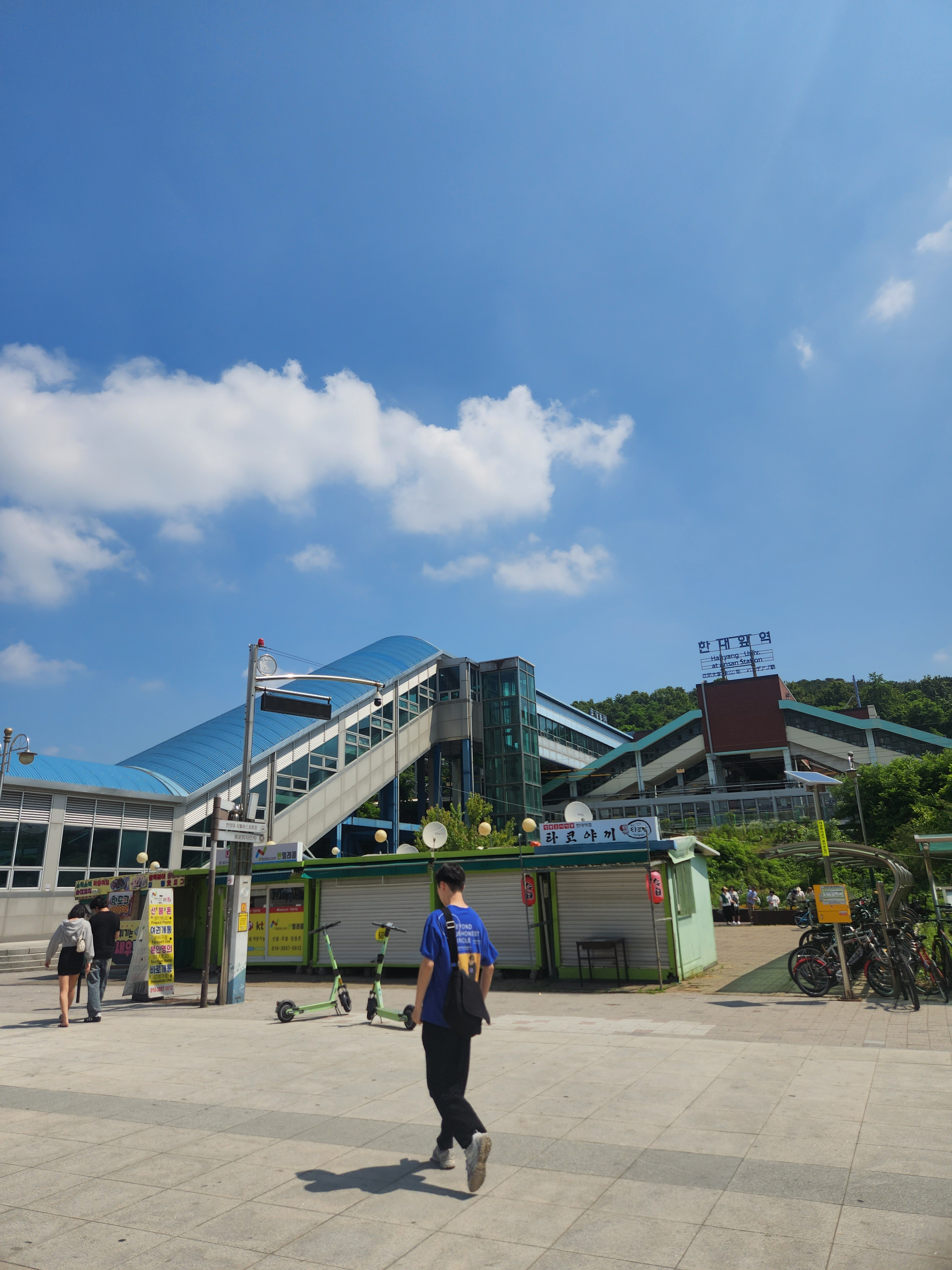
2번 출구
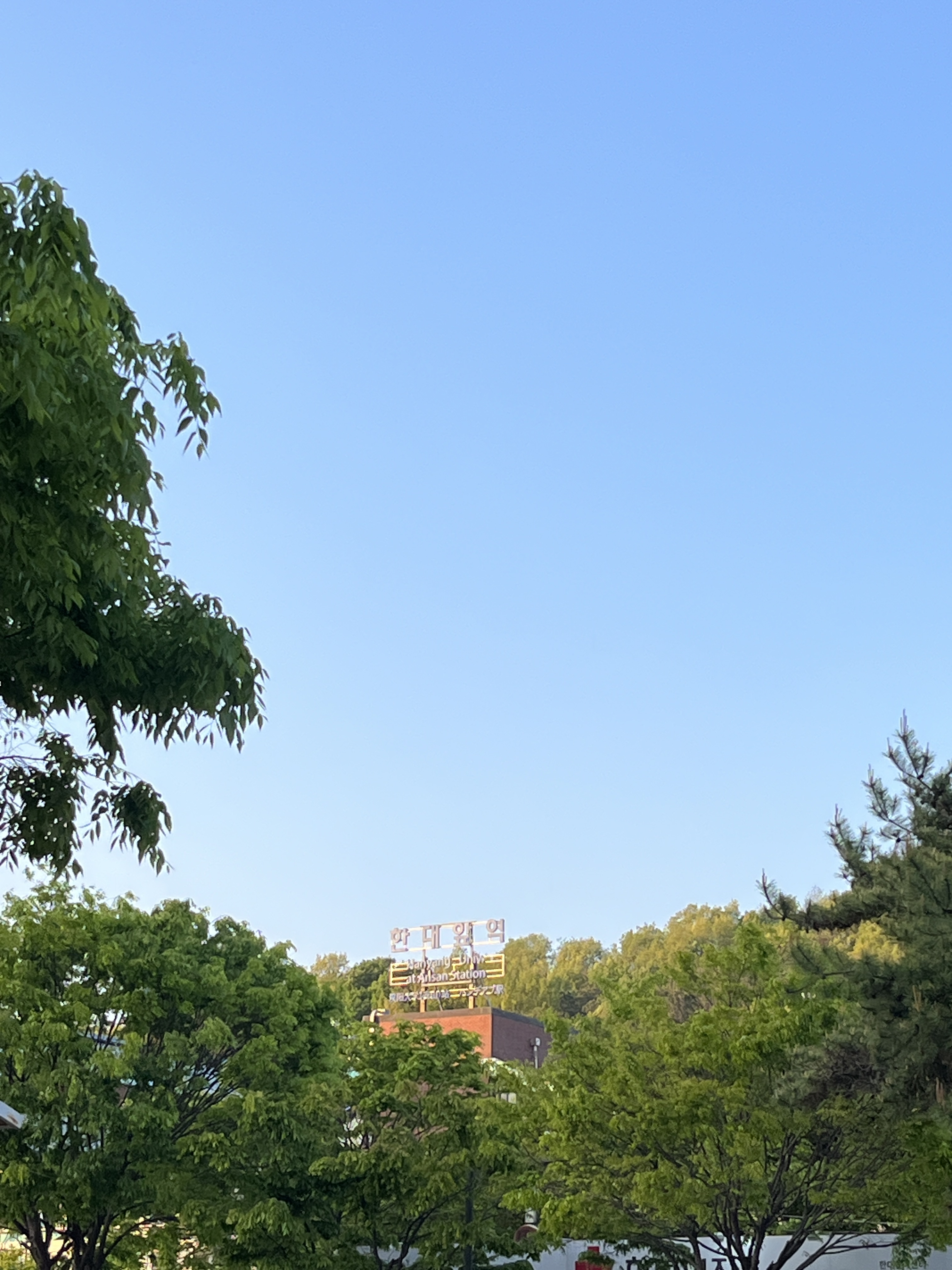
한대앞역 간판

## 같이 보기
- 한양대학교 ERICA캠퍼스